# Euglandina
Euglandina Crosse & P. Fischer, 1870 è un genere di molluschi gasteropodi polmonati della famiglia Spiraxidae.

## Tassonomia
Il genere comprende le seguenti specie:
- Euglandina altispira Weyrauch, 1960
- Euglandina anomala (Angas, 1879)
- Euglandina aurata (Morelet, 1849)
- Euglandina bailyi M. Smith, 1950
- Euglandina balesi Pilsbry, 1938
- Euglandina binneyana (L. Pfeiffer, 1845)
- Euglandina candida (Shuttleworth, 1852)
- Euglandina carminensis (Morelet, 1849)
- Euglandina chanchamayoensis (Preston, 1909)
- Euglandina cognata (Strebel, 1875)
- Euglandina corneola (W. G. Binney, 1857)
- Euglandina cumingi (Beck, 1837)
- Euglandina cuneus (E. von Martens, 1891)
- Euglandina cylindracea (Phillips, 1846)
- Euglandina dactylus (Broderip, 1832)
- Euglandina daudebarti (Deshayes, 1850)
- Euglandina decussata (Deshayes, 1840)
- Euglandina excavata (E. von Martens, 1891)
- Euglandina fosteri Dourson, Caldwell & Dourson, 2018
- Euglandina ghiesbreghti (L. Pfeiffer, 1856)
- Euglandina gigantea Pilsbry, 1926
- Euglandina haasi Thompson, 1982
- Euglandina hererrae (Contreras, 1923)
- Euglandina huingensis (Pilsbry, 1903)
- Euglandina immemorata Pilsbry, 1907
- Euglandina indusiata (L. Pfeiffer, 1860)
- Euglandina insignis (L. Pfeiffer, 1855)
- Euglandina jacksoni Pilsbry & Vanatta, 1936
- Euglandina lamyi (Fischer & Chatelet, 1903)
- Euglandina liebmanni (L. Pfeiffer, 1846)
- Euglandina livida Dall, 1908
- Euglandina longula (P. Fischer & Crosse, 1870)
- Euglandina lowei Pilsbry, 1931
- Euglandina mazatlanica (E. von Martens, 1891)
- Euglandina michoacanensis (Pilsbry, 1899)
- Euglandina pan F. G. Thompson, 1987
- Euglandina pilsbryi Bartsch, 1909
- Euglandina pinicola (P. Fischer & Crosse, 1870)
- Euglandina pseudoturris (Strebel, 1875)
- Euglandina radula (Strebel, 1875)
- Euglandina rosea (Férussac, 1821)
- Euglandina singleyana (W. G. Binney, 1892)
- Euglandina sowerbyana (L. Pfeiffer, 1846)
- Euglandina striata (O. F. Müller, 1774)
- Euglandina striatula Vernhout, 1914
- Euglandina surinamensis Vernhout, 1914
- Euglandina tenella (Strebel, 1875)
- Euglandina texasiana (L. Pfeiffer, 1856)
- Euglandina titan F. G. Thompson, 1987
- Euglandina turris (L. Pfeiffer, 1846)
- Euglandina vanuxemensis (I. Lea, 1834)
- Euglandina wani (Jacobson, 1968)